# 霜上正太郎
霜上 正太郎（しもうえ しょうたろう：「海軍高等武官名簿」参照、1890年〈明治23年〉1月 - 1920年〈大正9年〉8月2日）は、日本の海軍軍人。海兵第39期。最終階級は海軍大尉。

## 生涯
1890年（明治23年）1月、富山県射水郡黒河村出身。
1908年（明治41年）9月14日、富山県からの合格者は霜上1人、海軍兵学校（第39期）に入校（150名）。この外、第38期生から2名が留年にて編入され、都合152名となる。
1910年（明治43年）7月17日、霜上、山縣武(のちの正郷)、多賀高秀、田結穣、和田操の5名が成績優等につき学術優等章を受ける。また、品行善良章は霜上、遠藤喜一、村上勇の3名が授章する。
1911年（明治44年）7月18日、兵学校を3番(優等)で卒業、多賀高秀、田結穣、霜上、和田操の成績優等者4名に短剣一口が下賜される。
ちなみに海軍兵学校開校から1919年（大正8年）までの記録を記した『海軍兵学校沿革（第1,2巻)』によると、毎年、各府道県からの合格者が数名（合格者なしという県もある）という屈指の難関校で、成績上位数名（2～4名）のみが下賜される「恩賜の短剣」を拝受した富山県出身者は、第47期生までの中で次の3名である。
・第39期　霜上正太郎（大尉、卒業時：3番/148名、入校時：9番/150名）
・第43期　濱野力（少将、卒業時：1番/95名、入校時：1番/100名、婦負郡卯花村出身）。在校中首席で通した秀才で、技術系へ進む。
　（著名な同期生：矢野英雄中将、中澤佑中将、有馬正文中将、高木惣吉少将など）
・第45期　中村勝平（少将、卒業時：1番/89名、入校時：10番/100名、東礪波郡五鹿屋村出身、砺波中学校第1回生）
　（著名な同期生：有賀幸作中将、古村啓蔵少将、岡田為次少将、富岡定俊少将、森下信衛少将など）
太平洋戦争時、聯合艦隊参謀長を務めた草鹿龍之介中将（第41期、14番/118名で卒業）は、著書「一海軍士官の半生記」の中で、海軍兵学校時代の霜上について以下のようにふれている。
『起床から就寝迄、総て喇叭と号令で規制される。寸分の隙もない。この中にも楽しい時がある。夕食後の三十分である。何処へ行っても同郷のものは相集る。私は石川県人のグループに入った。昔の加越能三洲即ち旧前田藩の者共である。第一分隊の伍長即ち三学年の首席霜上正太郎を中心に、足並みを揃へて行きつ戻りつ散歩する。彼霜上正太郎は、秀才である上に豪傑であった。富山県高岡の出身であり、将来を嘱望されて居た偉材であったが、大尉の時駆逐艦太刀風（矢風の誤りか）で荒天時、海中に転落殉職した。』また、１年の冬休みで帰省から戻ると間もなく『三学年から一学年生徒は運動場へ集まれと言はれた。全員整列すると、霜上先任伍長から、「休暇後、貴様等はたるんで居る。僅かの休暇で娑婆が恋しくなったか、今日は総員引き締めてやる。」総員制裁である。整列して居る一方から鉄拳の音がだんだん近づいている。歯を喰いしばって居ると、遂にやって来た。ぽかぽかんと二つ三つやられる。』
第39期から田結穣中将（2番・舞鶴鎮守府司令長官）、和田操中将（4番・航空本部長）、山縣正郷大将（5番・第4南遣艦隊司令長官）、遠藤喜一大将（7番・第9艦隊司令長官）、伊藤整一大将（15番・第2艦隊司令長官）、高木武雄大将（17番・第6艦隊司令長官）、西村祥治中将（21番・第2戦隊司令官）、阿部弘毅中将（26番・第11戦隊司令官）、金沢正夫中将（31番・呉鎮守府司令長官）、角田覚治中将（45番・第1航空艦隊司令長官）、岡敬純中将（52番・鎮海警備府司令長官）、志摩清英中将（69番・高雄警備府司令長官）、原忠一中将（85番・第4艦隊司令長官）など太平洋戦争を司令官や司令長官として戦った提督たちを多く輩出した。
霜上も命永らえることができたなら、太平洋戦史に名を残す提督になっていたであろうと推測する。
1912年（大正元年）12月 1日、任海軍少尉、軍艦「伊吹」（艦長・小林恵吉郎大佐）乗組。のち軍艦「浅間」（艦長・吉岡範策大佐）乗組。

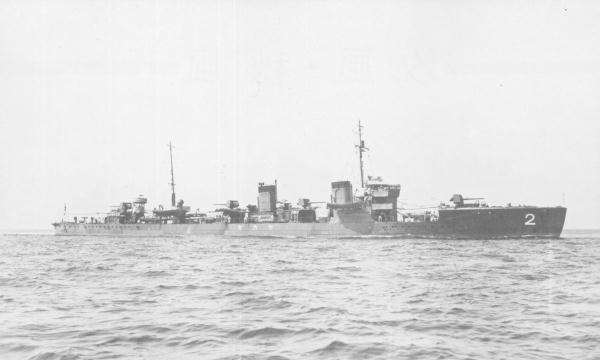
駆逐艦「矢風」（写真は昭和7年撮影）

1914年（大正 3年）12月 1日、任海軍中尉。遣米枝隊（旗艦「出雲」・司令官森山慶三郎少将）に参加。
1915年（大正 4年）12月 4日、大正天皇ご即位の大礼特別観艦式に第3艦隊（第7戦隊･財部彪中将が指揮）第9戦隊（中野直枝少将）の旗艦「橋立」（艦長心得・大石正吉中佐）乗組として参加。
1917年（大正 6年）12月 1日、任海軍大尉。
1920年（大正 9年）  3月 1日、戦艦「伊勢」分隊長から駆逐艦「矢風」艤装員兼駆逐艦「羽風」艤装員。
同年 6月19日、駆逐艦「矢風」砲術長兼分隊長。（同日付けで「矢風」水雷長兼分隊長は同期の山縣武大尉が補職。）
同年 8月 2日、徳山沖にて殉職。享年30歳。
出身である富山県射水郡黒河村に現在も石碑が存在している。